# 警杖

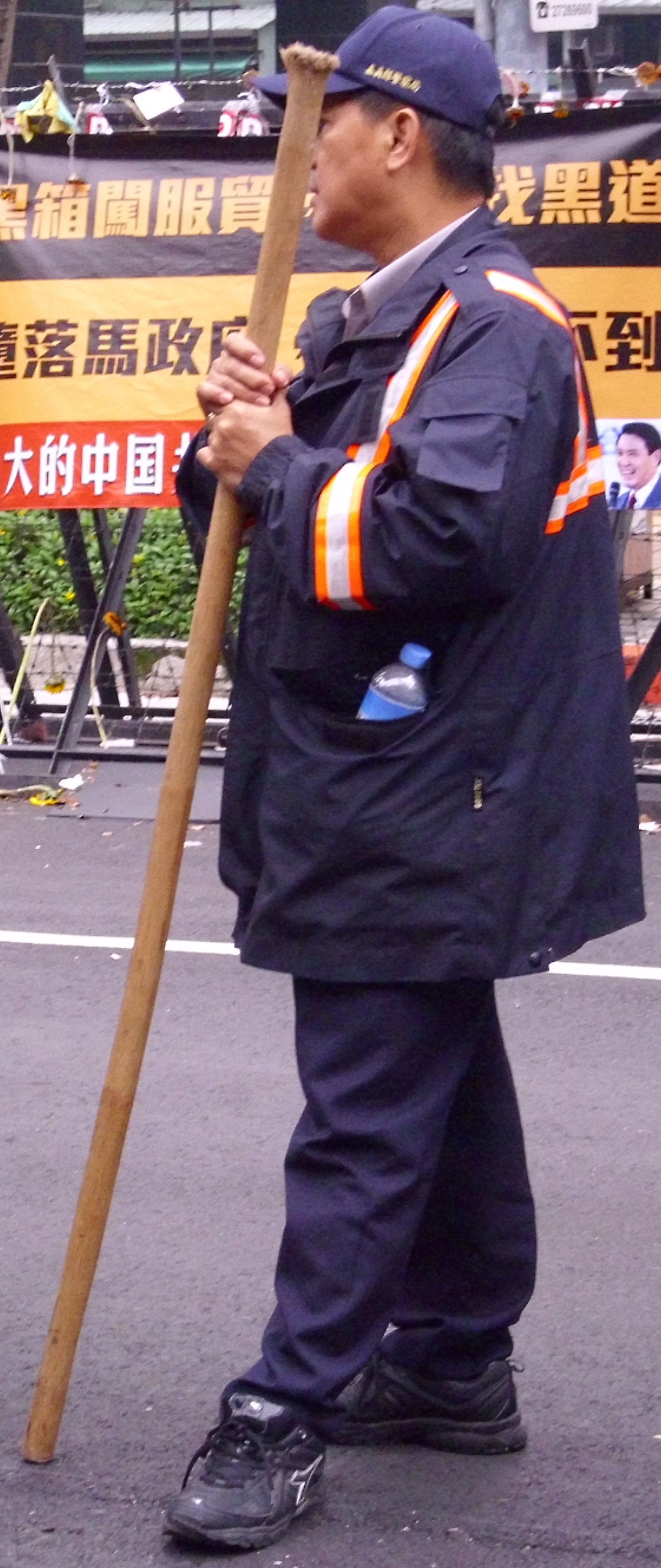
台湾の警察の警察官が使う警杖

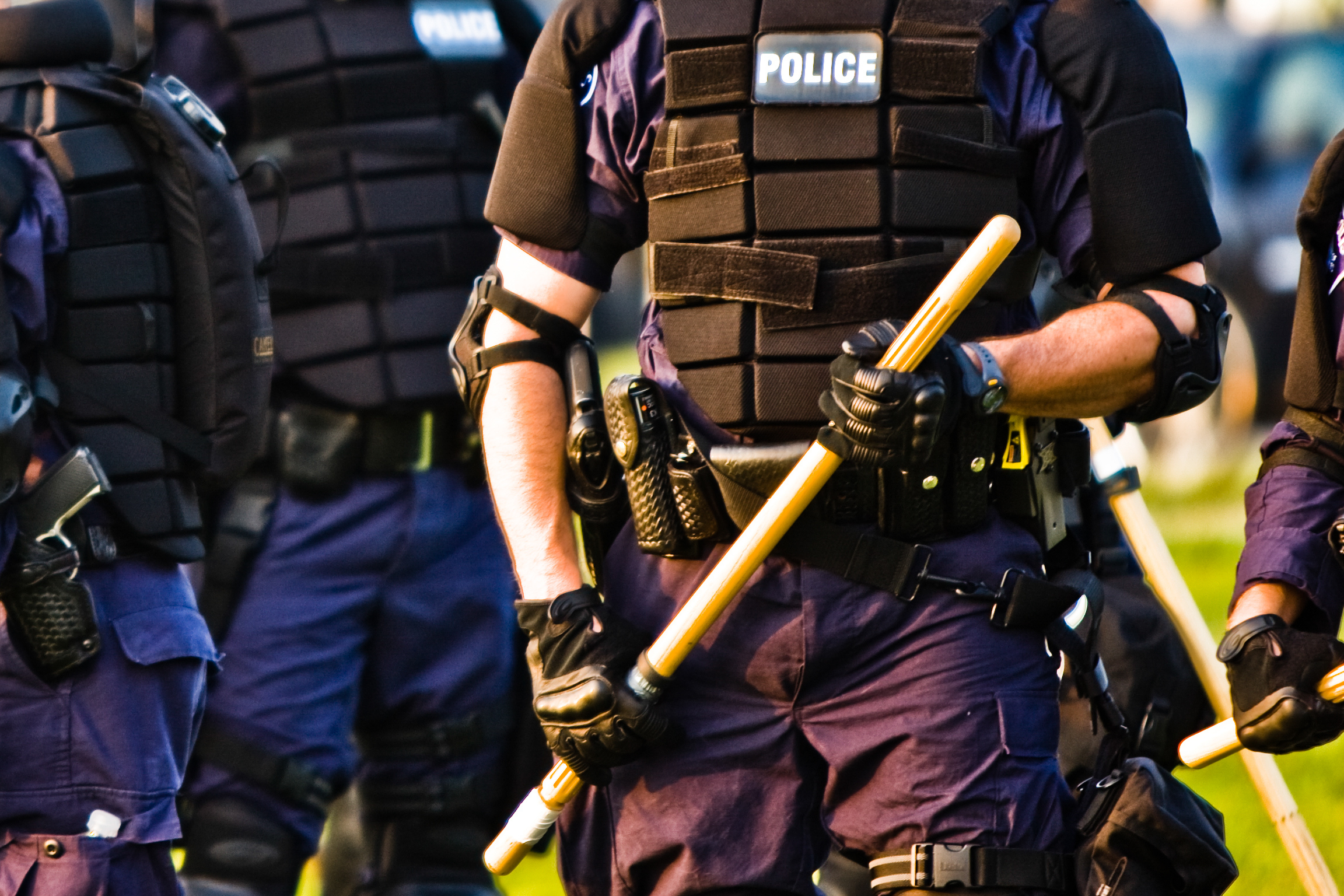
ミネソタ州の警察官が杖のようなものを持っている例。アメリカではかなり珍しい例（2008年）

警杖（けいじょう）は、主として公安職の官吏が警備実施に使用する杖（長い棒）。警棒より長い。「杖」の漢字が常用漢字表にないため、官公庁の公文書で使用される公用文用語としては「警じょう」と表記される。

## 概要
主に日本の警察で使用されることを目にする機会が多いが、警察吏の他にも、法令に基づいて警備士や専門職の国家公務員である皇宮護衛官、刑務官に指定されている法務事務官、海上保安官、警務官（自衛官）等でも使用する。国外では台湾警察やアメリカ警察、またインド警察でも杖が使われることがある。 
警杖は「武器」ではない。「武器」とは法令上、本来殺傷の用に供されることを目的とする道具（けん銃、サーベル等）のことをいう。したがって警杖は「武器」とは呼ばず、官署によって呼び方は異なるが「特殊警戒用具」「護身用具」「警備用具」等と呼び、「武器」とは明確に区別されている。

## 日本の警察の警杖
日本の警察では全長90cm・120cm・180cmの3種類がある。基本的には警備用の装備品であるが、犯罪捜査の際に遺留品を探すために藪を掻き分けたり、応急処置の担架の芯としても利用されるなど、広い用途で使われている。主に機動隊が装備するが、デモ活動の規制など乱闘が予想される現場には持ち込まない。
市民が日常的に目にする機会といえば、空港・鉄道駅改札前や警察署の玄関で警察官が警杖を手に立番している状況である。
警杖の歴史
- 1874年（明治7年） - 警視庁が創設され、巡査は「手棒」（3尺余りの棍棒）を、警部以上は刀を佩用した。
- 1883年（明治16年） - 全ての警察官にサーベルの佩用が許される。
- 1933年（昭和8年） - 警視庁に特別警備隊が発足。一般の警察官と異なり、特別警備隊員は警杖、短刀、拳銃を携行した。（一般の警察官の武装はサーベルのみ）
- 1946年（昭和21年） - 終戦を迎え、武装解除が行われる中、警察官のサーベル・短刀の佩用も禁止されることになり、その勅令が出され、警棒、警杖を携行することとされた。これを受け急きょ調達された警杖は機械削りのままの手触りの粗い、折れることもある粗末なものであったが、武装解除で丸腰に近い状態になっていた警察官にとって唯一の武器として頼りにされた。
- 1949年（昭和24年）5月30日・31日 - 東京都公安条例制定反対デモの取締りに警視庁予備隊が警杖を持って出動し、65名を検束した。このときGHQの指示で採用されていた新警棒を使用しなかったため、6月1日に警視庁教養課長がGHQに呼び出され、厳重な勧告とともに警杖の使用を一時禁止された。

- 警杖を持つ警視隊（1877年）
- 警視庁特別警備隊（昭和前期）
- 東京都公安条例制定反対デモを鎮圧する警視庁予備隊（1949年)

### 警杖術
1927年（昭和2年）、警視庁の弥生祭奉納武術大会において福岡県から参加した清水隆次の神道夢想流杖術演武が好評を博し、清水は警視庁の杖術教師となった。清水は特別警備隊（後の機動隊）の警杖術訓練を指導した。この警杖術は群衆整理を主目的とするものであったが、場合によっては制圧用としても活用できるように訓練された。暴動等の鎮圧用途の他にも、交通の指導取締りや、藪や茂みを掻き分ける捜索道具としても使用され、警杖を二本並べて毛布を巻けば応急用の担架として活用できるものである。
現在も日本の警察官は警察学校や警察署内の道場などで警杖術の訓練を受ける。警棒の敬礼のような敬礼動作は定められていないが、杖道と同じように提げ杖の姿勢で相互の礼を行う。

#### 執杖法
執杖法（しつじょうほう）は、警杖の携帯方法
1. 立杖（りつじょう）――基本の姿勢、長時間の警戒
2. 支え杖（ささえじょう）――方向変換・隊形変換・整頓
3. 抱え杖（かかえじょう）――行進（はや足・駆け足）
4. 提げ杖（さげじょう）――職務質問、連行、回れ右

#### 防護操法
防護操法（ぼうごそうほう）は、警杖の基本的な構え
1. 常の構え（つねのかまえ）
2. 本手の構え（ほんてのかまえ）
3. 逆手の構え（ぎゃくてのかまえ）
4. 引き落としの構え（ひきおとしのかまえ）――真半身ではなく、やや半身であることが制定杖道とは異なる
5. 縦杖の構え（たてじょうのかまえ）

他に杖の八相の構え（はっそうのかまえ）がある。

#### 基本操法
基本操法（きほんそうほう）は、制定杖道とおおむね同じだが、回れ右をせず、「元のー位置！（もとのーいち！）」の号令で後ろ向きに後退する
1. 本手打ち（ほんてうち）
2. 逆手打ち（ぎゃくてうち）
3. 引き落とし打ち（ひきおとしうち）――真半身ではなく、やや半身であることが制定杖道とは異なる
4. 返し突き（かえしづき）
5. 逆手突き（ぎゃくてづき）
6. 巻き落とし（まきおとし）

#### 警備操法
警備操法（けいびそうほう）は、群集規制や交通整理
1. 構え杖（かまえじょう）
2. 前杖（まえじょう）
3. 右杖（みぎじょう）
4. 左杖（ひだりじょう）
5. 連鎖杖（れんさじょう）

#### 応用操法
応用操法（おうようそうほう）は、神道夢想流の基本にない所作であるが、神道夢想流の滑らかしの技法を応用したものである
1. 肩の打ち方（かたのうちかた）
2. 小手の打ち方（こてのうちかた）
3. 水月の突き方（すいげつのつきかた）
4. 足の甲の突き方（あしのこうのつきかた）
5. 胴の打ち方（どうのうちかた）
6. 左にさばきすねの打ち方（ひだりにさばきすねのうちかた）
7. 右にさばきすねの打ち方（みぎにさばきすねのうちかた）

#### 実践操法
実践操法（じっせんそうほう）は、警杖術の独自の技。名称が制定杖道と同じでも、警杖術では内容が異なる
1. 一本目「打ち落とし（うちおとし）」――水平まで打ち下ろしてくるところを体を捌いて逆手で打ち落とし、本手打ちで右小手を打つ
2. 二本目「水月（すいげつ）」――攻撃を捌いて水月に逆手打ちし、逆関節を極めて制圧する
3. 三本目「斜面（しゃめん）」――右斜め前にかわす点だけ制定杖道と同じ
4. 四本目「着き杖（つきづえ）」――制定杖道と全く異なる
5. 五本目「入り身（いりみ）」――入り身して小手を打ち、水月を突く

#### その他
- 切り下ろし
  - 直打ち面
  - 直打ち小手
- 右直突き
- 左直突き
- 抜き突き
  - 前後突き
  - 左右突き
- 右突き出し
- 左突き出し
- 太刀落（たちおとし）
- 左貫（さかん）
- 笠下（かさのした）
- 霞（かすみ）
- 一力（いちりき）
- 乱留（みだれどめ）
- 後杖（うしろづえ）
- 真進（しんしん）
- 雷打（らいうち）
- 横切留（よこぎりどめ）
- 正眼（せいがん）
- 右貫（うかん）
- 一礼（いちれい）
- 一文字（いちもんじ）
- 眼潰（がんつぶし）
- 乱合（らんあい）
- 前取
- 横取
- 本手取
- 二人取
- 引立

## 警備業の警戒杖

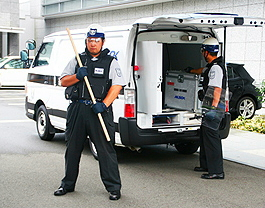
縦杖の構えで「警戒杖」を持ち周辺を警戒する警備士（綜合警備保障による貴重品輸送警備業務にて）

警備業でも、近年は条件付きながら、法令により、盾とともに警戒杖（けいかいじょう）という名称の警杖を装備することができるようになった（以前は警備業界でいう「警戒棒」つまり警棒）しか認められていなかった）。神道夢想流の椎谷光男師範が全国警備業協会に指導しており、警視庁系の杖である。形状は円棒であって、130センチメートル690グラム以下に制限されている。部隊を編成するなど集団の力を用いて警備業務を行う場合は、警戒杖を携帯することはできない。
ひとたびテロ行為が行われた場合に多数の者の生命・身体・財産・生活等に著しい被害や支障が生じる虞がある重要施設警備業務（空港、原子力関係施設、鉄道施設、航空関係各施設、石油関係施設、電力関係施設、ガス関係施設、水道関係施設、火薬製造貯蔵施設、毒劇物製造貯蔵施設、その他これらに準ずる施設）、貴重品運搬警備業務、核燃料物質等危険物運搬警備業務、機械警備業務のうち非常発報現場に緊急出動する機動隊員等の各種警備業務で活用されている。
杖の警備操法は群集規制の用途に供し、雑踏事故を防止して、祭事等の多数の人が往来する場所の安全・安心に資するものであるが、現在のところ雑踏警備業務では杖が活用されていない。

## 規格
警杖の規格は法令により細部まで規程されているが、おおむね杖として流通している製品が適合するようになっている。長さは杖道の定寸である128センチメートル前後のものが多い。直径（杖の厚さ）は3センチメートル以下前後、杖先・杖尾ともに危険な突起がない（円ではなく丸みを持たせた加工をした杖もある）。材質は杖道のような白樫のみならず、合気道などの赤樫や、強化プラスチック（グラスファイバー）製などがあるが、決して鉄杖ではない。赤樫製は重量が軽いが、折れやすい難点がある。警棒のように手首に通す吊り紐が付いている警杖は、神道夢想流の滑らかし打ちには適さない。